# Takaši Mizunuma
Takaši Mizunuma (japonsko 水沼 貴史), japonski nogometaš in trener, 28. maj 1960.
Za japonsko reprezentanco je odigral 32 uradnih tekem.